# Accent prosòdic
L'accent és la prominència de la veu amb què es destaca una part d'una paraula o una seqüència fònica. Segons les llengües, l'accent consisteix en una major intensitat sonora, un augment de la durada, un canvi de to o una combinació d'aquests factors.
Es pot distingir entre una síl·laba tònica (si té accent) o àtona (si no en té). No tots els mots tenen una síl·laba tònica si es pronuncien dins la tira fònica. Per exemple, en la frase Ell es tombava al llit, els mots es i al no reben accent, resulten àtons.

## Models d'accentuació
Les llengües naturals segueixen dos grans models en l'assignació d'accent. Per una banda, hi ha les llengües que només es fixen en la posició de la síl·laba. Així, per exemple, l'hongarès posa l'accent a la primera síl·laba, mentre que l'hebreu modern n'accentua l'última. Ambdues són llengües insensibles a la quantitat sil·làbica. Per altra banda, el català sí que té en compte l'estructura interna de les síl·labes i és, doncs, una llengua sensible a la quantitat sil·làbica, que també anomenem pes sil·làbic. La unitat de pes sil·làbic és la mora, associada a cada element de la rima sil·làbica, és a dir, al nucli (la vocal) i la coda (l'element que tanca la síl·laba).
El peu mètric és l'element bàsic per a assignar l'accent. És un constituent fonològic format per dos elements. En les llengües insensibles a la quantitat sil·làbica, els dos elements del peu mètric seran les síl·labes. En el cas del català, sensible a la quantitat sil·làbica, els dos elements que constituiran un peu seran les mores.

## Accentuació en català
Moltes llengües, entre elles el català, marquen la presència de l'accent amb un signe gràfic segons unes normes d'ortografia, en una posició fixa. L'accent gràfic ajuda a pronunciar correctament el mot (per exemple, entre fàbrica, fabrica, fabricà). A vegades, l'accent gràfic permet distingir entre dues paraules que altrament serien idèntiques, i en aquest cas es parla d'accent diacrític; en són exemples sol (estrella) i sòl (terra), o mes (dotzena part de l'any) i més (adverbi). La síl·laba tònica es contraposa a la síl·laba àtona, i és aquella on recau l'accent prosòdic. Les síl·labes tòniques acostumen a representar fonemes més definits i s'allarguen una mica respecte a les àtones, fins i tot en les llengües que distingeixen entre sons llargs i breus.
La tonicitat es pot marcar gràficament, com és el cas dels accents en l'ortografia del català. Hi ha llengües que la tenen fixa (com el francès, on la majoria de paraules tenen la síl·laba tònica al final) o lliure. En determinats llengües la tonicitat alterna amb el to per classificar les paraules. En català, només porten accent gràfic les vocals. La a en porta, sempre que s'hagi d'accentuar, l'accent greu (`), la i i la u l'accent agut (´), i la e i la o el poden portar greu o agut segons que la seva pronúncia sigui oberta o tancada. L'accent és la prominència d'una síl·laba sobre les síl·labes adjacents en una seqüència fònica determinada, deguda a una major intensitat, durada o altura.
La base d'assignació d'accent són els morfemes, tònics, àtons o preaccentuats. Així doncs, l'accent és un fenomen de tipus lèxic.
El català segueix tres paràmetres en l'assignació d'accent:
- és sensible a la quantitat sil·làbica,
- construeix els peus de dreta a esquerra,
- dona prominència a l'element de l'esquerra dins dels dos que constitueixen un peu. Construeix, doncs, troqueus.

### Classificació[4]
Mots aguts o oxítons: tenen la tonicitat a l'última síl·laba: camió, també, menjaran.
Mots plans o paroxítons: tenen la tonicitat a la penúltima síl·laba: plàtan, escombra, píxel.
Mots esdrúixols o proparoxítons: tenen la tonicitat a l'antepenúltima síl·laba: màquina, catàstrofe, indígena.

### Regles del procés d'assignació d'accent
A l'hora d'assignar l'accent, el català segueix aquestes dues regles:
- Construeix troqueus de mores de dreta a esquerra
- Escull com a accent del mot el peu de més a la dreta.

### Patrons accentuals
La llengua catalana segueix dos patrons accentuals:
- Patrons regulars: 
  - Els mots acabats en consonant gairebé tots són aguts. Exemples: perfil, capital.
  - Els mots acabats en vocal solen ser plans. Exemples: divorci, capsa.
- Patrons marcats:
  - Mots aguts acabats en vocal. Exemples: català, carrer, fruiter.
  - Mots plans acabats en consonant. Exemples: àcid, càrrec.
  - Mots esdrúixols. Exemples: música, família.